# Копи Лувак
Копи Лувак и Kape Alamid Coffee са означения на един вид кафе на зърна наричано понякога неточно котешко кафе, представляващо сорт кафе, който се произвежда по специфичен начин. Произвежда се в Индонезия, Филипините, в южна Индия и Виетнам (там се нарича на виетнамски: Cà phê chồn [кафе чон]. Едно от най-скъпите кафета в света.

## Начин на производство
Процеса на производство се състои в това, че азиатските палмови цивети от семействоВиверови се хранят със зрелите плодове на кафееното дърво, преработват меката част на кафето и изхвърлят кафеените зърна. Зърната се събират, измиват и сушат на слънце.
Специалния вкус на Копи Лувак се обяснява със способността на стомашният сок на циветите да разгражда някои белтъчини, които придават горчивия вкус на напитката, а също така и на действието на бактериите на стомашно-чревния тракт, както и взаимодействието със секрет, отделян от жлезите. Поради високата цена на това кафе на пазара, то започва да се произвежда във животински ферми, където цивети се хранят с кафе. Тъй като, когато са свободни, циветите събират само зрелите плодове на кафето и в условията на фермите се променя и начина им на хранене, вкусът на това кафе се отличава от свободно събираното. Разработени са и начини за изкуственото му ароматизиране.